# Johann Georg Wagler
Johann Georg Wagler, född 28 mars 1800 i Nürnberg, död 23 augusti 1832 i Moosach, var en tysk zoolog och herpetolog.
Efter att ha avslutat gymnasiet i hemstaden började han år 1818 med sina vetenskapliga studier vid universitetet i Erlangen. Han var assistent till den kände vetenskapsmannen Johann Baptist von Spix, och blev direktör över Zoologiska museet vid Münchens universitet efter Spix död 1826. Han arbetade med den stora samling som hade förts dit från Brasilien, och skrev Monographia Psittacorum (1832), i vilken han inkluderade beskrivningar av den blåhuvade aran. Wagler valdes år 1827 in som associerad medlem i den bayerska vetenskapsakademin.
Wagler dog av ett vådaskott han åsamkat sig då han var ute på insamling.